# Евангелие от жены Иисуса

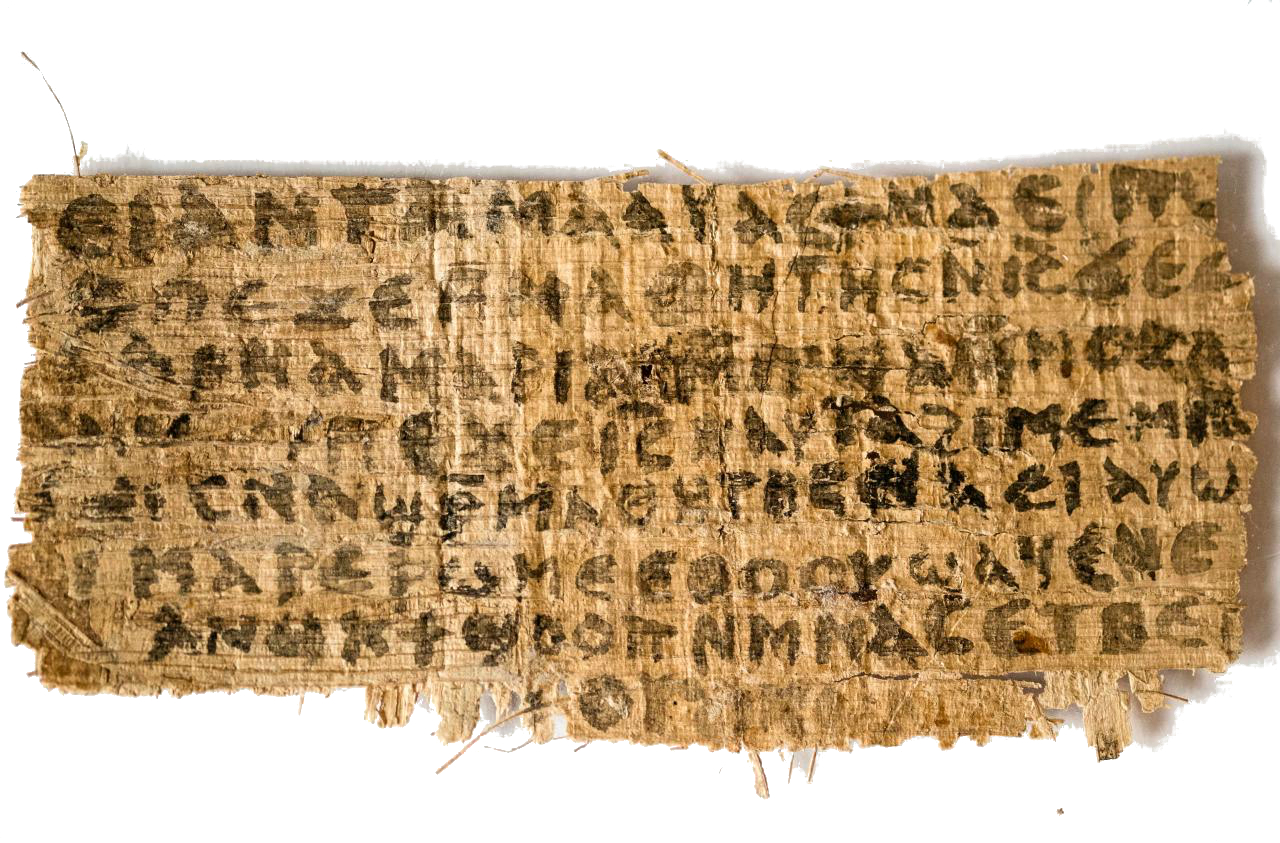
Фото папируса

Евангелие от жены Иисуса — подделка фрагмента папируса, содержащего апокриф с обрывком фразы «Иисус сказал им: „Моя жена…“».

## Содержание папируса
Папирус исписан с двух сторон на саидском диалекте коптского языка и содержит текст неизвестного ранее апокрифа на новозаветный сюжет. Изначально датировался IV веком.
Читаются восемь неполных строк на одной из сторон (от девятой сохранились следы), на другой, сильно пострадавшей, можно различить только отдельные слова. Вероятнее всего, это фрагмент папирусной книги (кодекса), а не свитка, где обычно текст размещался только на одной стороне. В сохранившихся обрывках текста неоднократно речь идёт о женщинах: помимо «жены Иисуса», упоминается дважды мать Иисуса, а также некая Мария, о которой Иисус (или другой говорящий) заявляет, что она «может быть моей ученицей».

## История обнаружения и мнения исследователей
Неизвестно, когда был обнаружен папирус. Первое упоминание о нём приписывалось к началу 1980-х годов, когда им якобы пользовался профессор Герхард Фехт из Свободного университета Берлина. Артефакт попал в поле зрения профессора Гарвардской школы богословия Карен Кинг, специалиста по гностицизму, в 2010 году, когда к ней обратился пожелавший остаться неизвестным коллекционер с просьбой о переводе текста. Не являясь коптологом, Кинг обратилась за помощью к своим коллегам Роджеру Багналлу и Аннемари Луендейк. Багналл, проведя предварительный анализ папируса, высказал мнение о том, что он может оказаться древним и подлинным.
18 сентября 2012 года на X Международном конгрессе коптологов в Риме Кинг выступила с докладом «Фрагмент нового коптского евангелия». Выступление вызвало большой общественный интерес, спровоцировав новый виток обсуждения вопроса, был ли женат Иисус Христос. Этому также способствовало то, что Кинг заблаговременно подготовила коммюнике, предложив его редакциям всех ведущих западных газет, договорившись, что они дождутся её выступления на конгрессе и опубликуют коммюнике на следующий день. При этом на официальном сайте Гарвардского университета, который следил за выступлением Кинг, документ был размещён в онлайн-режиме. Уже на следующее утро журналисты начали широко опрашивать участников конгресса относительно того, действительно ли Иисус был женат и как они относятся к этому. Тем не менее, уже на самом конгрессе две трети присутствовавших учёных, выслушавших доклад Кинг, выступили с точкой зрения, что заявленный отрывок представляет собой современную подделку.
На следующий же день первые критические замечания написал библеист, коптолог и папиролог Кристиан Аскеланд, являющийся одним из ведущих специалистов по раннехристианским текстам. В дальнейшем к нему стало присоединяться всё больше и больше учёных. Основным замечанием было то, что внешний вида отрывка написан кистью, а не калямом, принятым у коптских писцов, его буквы имеют плохое начертание, свидетельствующее о непрофессиональности автора, для которого коптский язык не являлся родным, а текст содержит грамматические ошибки, которые вряд ли мог допустить писец. Папиролог Алин Сучу в экспертном комментарии Associated Press высказал мнение: «Я бы сказал, что это подделка. Текст не выглядит аутентичным». Специалист по патристике Дэвид Хантер в беседе с корреспондентом газеты The Washington Post пояснил, что даже если данный отрывок будет признан подлинным, то из этого не удастся узнать ничего нового об историческом Иисусе, также как и не удастся узнать, верили ли коптские христиане IV века в то, что Иисус был женат, поскольку в таких исторических документах в словах «жена» и «Мария» часто присутствует двусмысленности.
В свою очередь историк-антиковед и археолог А. Ю. Виноградов в беседе с корреспондентом газеты «Церковный вестник» отметил: «В данной находке нет ничего сверхъестественного. Найден новый апокриф. В апокрифах Христос чаще всего представляется сознательно отличным от Христа Нового Завета. Данный апокриф интересен тем, что он представляет не обычное аскетическое направление, господствующее в апокрифах и описывающее Иисуса как разрушителя брака, а противоположное направление — настаивающих на законности брачных отношений. Однако вывод о том, что ранние христиане верили в брак Иисуса, поспешен — апокрифы обычно сознательно выдумывают факты жизни Иисуса и апостолов, чтобы при их помощи продемонстрировать свое учение. Такое пренебрежение „правдой“ связано во многом с представлением о мнимости человеческого облика Христа — следовательно, любое (в том числе, брак) проявление Его Человечества — мнимо и не затрагивает Его Божества». Библеист Е. Б. Смагина в комментарии для сетевого портала «Православие и мир» высказала следующее мнение: «На мой взгляд, представленный фрагмент рукописи действительно интересен, важен и на первый взгляд подделкой не выглядит. Почти все буквы и слова читаются достаточно хорошо. Судя по формам букв, рукопись ранняя, примерно IV века н. э. Думаю, что это гностический текст. С другой стороны, не все то, что, как говорят, из него вычитали американские специалисты, там содержится на самом деле. В отрывке упоминается Мария Магдалина, предположительно, в роли апостола. То, что она была ученицей Христа и повсюду за Ним следовала, давно известно. Поэтому с этой мыслью можно согласиться. Однако то, что Христос состоял с Марией Магдалиной в плотском браке, из представленного текста совершенно не следует. В этом отрывке, действительно, присутствуют слова „моя жена“, но ведь здесь нет полного контекста. Это всего лишь один небольшой фрагмент. Ведь может быть, например, и такой вариант: „говорят, будто она Моя жена“. Делать скоропалительные выводы на основе одной фразы или нескольких слов, конечно же, нельзя. Более того, стоит помнить, что в раннем христианстве существовало такое явление, как духовный брак. Он мог иметь место между самыми обыкновенными людьми, которые вместе жили и вместе совершали своё служение, но при этом не имели плотских отношений. Стоит отметить и ещё один момент. Мне не совсем понятно, почему специалист, профессор Гарвардского университета, теолог, не посчитала нужным сделать оговорку о том, что этот фрагмент может относиться к текстам одной из гностических сект. Ведь как профессионал Кэрин Кинг не может не знать о проблеме гностических текстов, в которых постоянно разрабатываются подобные темы. В новозаветных апокрифах гностиков Мария Магдалина всегда играла очень заметную роль. В них она иногда выступает как передатчик Откровения. К ней апостолы обращаются с просьбой рассказать о Христе, ссылаясь на то, что Господь любил её более других учеников. Однако, кроме рукописей гностиков, существуют и другие апокрифические тексты. В любом случае, могу сказать, что данный фрагмент ещё требует серьёзного изучения».
В 2014 году группа исследователей из Колумбийского университета, Гарвардского университета и Массачусетского технологического института, работавшая с фрагментом папируса методом радиоуглеродного анализа, объявила, что материал, из которого он сделан, скорее всего, датируется II–IV и IV–IX веками.
Востоковед-коптолог А. А. Рогожина в свою очередь отметила, что дебаты вокруг отрывка Евангелия от жены Иисуса происходили по двум направлениям. В первом случае всё происходило строго в научном ключе между учёными-гуманитариями, специализирующимися на папирологии и древних христианских текстах, и учёными-естественниками, способными применить физико-химические методы датировки. Во втором случае дебаты происходили в феминистическом дискурсе, а вся дискуссия, вызванная открытием Карен Кинг, привлекла широкое внимание всевозможных феминистских организаций. А поскольку ещё одной специализацией Кинг являются женские исследования, то именно её изучение данного папирусного отрывка получило крупную денежную поддержку одного из феминистских фондов. Такая поддержка со стороны феминисток была вызвана тем, что в их понимании Иисус ни только никогда не отрицал важности женщин, но и всегда считал их достойными пребывать среди его учеников, включая и занятие руководящего положения. Карен Кинг, опубликовав фрагмент, поддержала подобную точку зрения. Причём в своих выступлениях она последовательно подчёркивала, что для неё гораздо важнее не то, был ли Иисус женат или нет, а то, какую роль женщинам он отводил. В имеющемся восьмистрочном отрывке, в ответ на замечания, высказанные апостолами, содержатся слова «она достойна быть моим учеником». И хотя из-за неполноты отрывок имеет лишь часть текста, тем не менее слова очень хорошо читаемы.
Кроме того, предпосылкой повышенного интереса СМИ к этой теме, которые начали выпускать одну статью за другой и снимать самые разные документальные фильмы, стала дискуссия среди поклонников «Кода да Винчи» писателя Дэна Брауна. Карен Кинг первоначально предполагала, что текст является древним и относится к IV веку, свидетельствуя о том, что в раннем христианстве продолжались споры, был ли Иисус женат или нет. Однако ряд естественно-научных проверок привёл к тому, что в течение двух лет Кинг перестала обсуждать и публиковаться, говоря о том, что итоги исследований не оправдали её ожиданий. Так, при первом радиоуглеродном анализе папируса стало известно, что он датируется II веком до н. э., приходясь на эпоху Птолемеев. Второй радиоуглеродный анализ уже в лаборатории Гарвардского университета показал, что датировка папируса распологается между 659 и 859 годами до н. э. Последующая проверка химического состава чернил показала лишь то, что документ был написан чернилами, изготовленными из сажи, что даёт никаких зацепок, ведь сажу можно найти и в наше время. Библеист Марк Гудакр и коптолог Лео Депейдт в ходе критических исследований выяснили, что почти все слова и выражения позаимствованы из гностического Евангелия от Фомы, изданного в 1924 году в бумажном виде и 1997 году электронно. С точки зрения папирологов и специалистов по текстам именно из электронной версии документа автор текста Евангелия от жены Иисуса их скопировал. Они обратили внимание на то, что словосочетание «моя жена» в самом центре папирусного отрывка с несколько большим нажимом. Кроме того, исследователями была замечена грамматическая ошибка в слове «жена» — «химе» вместо нормативного «схиме». Карен Кинг выпустила ответы на все озвученные замечания, а также опубликовала ряд статей, однако возражения не были восприняты большинством учёных как достаточно убедительные.
В 2014 году Кристианом Аскеландом было осуществлено изучение ещё одного документа, относящегося к тем же самым папирусам, которые оказались в распоряжении у Кинг, — отрывок из Евангелия от Иоанна, содержание которого было написано на папирусе VIII века на ликопольском диалекте, ставшего к VI веку н. э. почти мёртвым. Было выяснено, что данный отрывок Евангелия от Иоанна оказался точной копией чётных строчек из электронного издания Евангелия от Иоанна. А поскольку они, очевидно, написаны рукой одного писца или, в крайнем случае, очень похожим почерком, то это вызывает обоснованные мысли о том, что Евангелие жены Иисуса является подделкой, осуществлённой тем же лицом.
Журналистское расследование The Atlantic 2016 года показало, что папирус является современной подделкой. 15 июня 2016 года Уолтер Фриц заявил корреспонденту журнала Ариэлю Сабару, что именно он владелец документа, утверждая, что купил его в 1999 году у немецко-американского бизнесмена Ганса-Ульриха Лаукампа (который сам обнаружил рукопись в 1963 году в Потсдаме), несмотря на то, что последний имел лишь среднее образование и никогда не увлекался ни папирусами, ни древностями и артефактами вообще. Проведённый анализ почерков из письма Фехта 1982 года, которое Фриц показал Кинг и которок якобы является доказательством подлинности папируса, представляет собой подделку. Кроме того, журналистами было установлено, что Фриц в 1995 году основал компанию Nefer Art, занимающуюся торговлей древними произведениями искусства. На сайте компании эксперты обнаружили поддельные рукописи на арабском и греческом языках. В свою очередь, Кинг, узнав об этом, заявила, что Фриц солгал ей относительно происхождения папируса, а сам документ, по всей вероятности, — подделка.